# 電気回路
電気回路（でんきかいろ、英: electrical circuit）は、電気を利用するために電源、負荷などの回路素子を導体で接続したものである。

## 概要
電気回路は電流の流れのための閉ループを持っていて、2つ以上の回路素子（電源、負荷）が接続されていることが通例である。「回路」の語義的には閉ループになっていることを指すが、アンテナのように開放端になっている部分も通例として含めている。また回路のうち機能的に一部分を取り出して、その部分を指して回路ということもある。
電気を利用する人工物はすべて電気回路の範疇であるが、態様や機能により様々な種類・類型が存在する。
例えば分野・領域名ではトランジスタ、ダイオード等の半導体素子を含むものを指す電子回路、高周波信号を扱う場合の分布定数回路などがあり、機能を表すものとして増幅器の差動増幅回路、通信分野における変調機能を担う変調回路などがある。
「電気回路」という語を用いる場合は、これら各領域に共通する電気現象の工学的利用のためのモデル、実装に関する概念を取り扱う。
電気回路は、電気の利用、電気現象の検討に用いるモデルとしての側面と、具体的な製品・システムの実装物としての側面が存在する。電気の利用に関する場面においてはこの両者の存在に留意して、モデルとして設計した回路を実現する実装技術に関する理解、実装可能な方法に留意したモデルとしての回路設計の理解が必要である。
電気回路のモデルとしての側面では、電気回路の回路図が与えられる場合、実際の物的な構成がその回路通りであるとは限らない。例えば電動機(モーター)を示す電気回路図では電気的エネルギーと機械的エネルギーの変換関係をモデル化して模式的に電気回路として表現しており、半導体デバイスのトランジスタでは動作を電源と受動素子の組み合わせとして模式的に別の電気回路で表現することが行われる。このようにある機能・現象を模式的に表す回路を等価回路と呼ぶ。等価回路は電気回路のモデルとしての側面でよく用いられる考え方である。
電気回路が回路図として示された場合、それが実装物としての構成を示すのか、ある程度実装に即した設計モデルなのか、あるいは等価回路なのかという位置づけに注意することが必要である。

## 電気回路に関する主な法則
- オームの法則 : 回路素子に加わる電圧はインピーダンス値と電流の積である。
- キルヒホッフの法則 :
  - 電気回路の任意の節点において、流入する電流と流出する電流の和は等しい。(電流則)
  - 電気回路の任意の閉路において、電圧の向きを一方向に取ったとき、電圧の総和は0となる。(電圧則)
- 重ね合わせの原理 :
- テレゲンの定理 :
- Y-Δ変換 :
- ノートンの定理 :
- テブナンの定理 :
- ミルマンの定理 :
- 相反定理

## 設計方法
小規模または簡単なものではオームの法則、キルヒホッフの法則をはじめとした諸性質を用いて手計算を行うことができる。
実際の利用目的に即した特定の状況の下では、基本的な回路の構成や利用される入出力の条件が定型化されていることも多く、それに応じた解法を用いて設計できる場合がある。
電気回路を設計するためのツールとして回路シミュレーターがある。これは回路の構成とそれに加えられる電圧・電流を仕様に従って記述することで、各節点における電位、各枝における電流の分布の時系列を計算するものである。
計算の方法として節点電位法、閉路電流法があるが、実現面で変数の設定の容易さから前者が用いられる。
回路シミュレーターの例として電子回路分野を中心とした用途でSPICE、電力工学分野を中心とした用途でEMTPがある。

## 大学等での授業科目としての電気回路
大学等における授業科目としての電気回路は、抵抗、インダクタ、コンデンサ等の受動素子が電源に接続された回路で、電気回路の基本的性質を題材とする。
- 電気回路の主な法則
- 線型回路 - RC回路 - LC回路 - RLC回路
抵抗、インダクタ(=コイル)、キャパシタ(=コンデンサ)の受動素子のみを構成要素とする電気回路で、回路方程式から解析的な解が得られる[5]。
  - 直流回路
回路に直流電圧・電流が加えられた場合の動作に関する項目である。
  - 交流回路
回路に交流電圧・電流が加えられた場合の動作に関する項目である。
ここでいう交流とはある特定の周波数の場合を取扱い、複数の周波数成分を含むものではない。
- 二端子対回路
入力側二端子、出力側二端子の端子を持つ構成の回路である。
電気回路を機能ブロックに分けて取り扱う場合に用いるモデルである。
- 電力回路
電気回路のうち電力分野で用いられる回路に関する項目である。
  - 三相交流回路
電力分野で用いられる三相交流に用いられる回路である。
- 過渡応答、パルス応答
電気回路に、周波数成分が特定の値ではなく広がりを持った時間変化をする電圧・電流が与えられた場合の挙動に関する項目である。
電圧値0から電圧値V(またはその逆)に変化する電圧のステップ応答、
電圧値Vがごく短い時間加えられ、その他の時間では電圧値0のパルス応答が代表的である。